# 이은결 김원준의 TOP 매직
《이은결 김원준의 TOP 매직》은 2012년 채널A에서 방영한 대한민국의 예능 프로그램이다.

## 출연진
MC
- 이은결, 김원준

게스트 마술사
- 수리
- 홍준표
- 이영우
- 조성진
- 임홍진
- 김경덕
- 임재훈
- 케빈 제임스 (미국)
- 헨리 에반스 (미국)
- 에릭 버스
- 아론 크로우
- 토파즈 (독일)
- 융게 융게 (독일)

## 제작진
- 책임프로듀서 : 이승연
- 프로듀서 : 박세진
- 연출 : 김정우, 임정준, 이효원, 박혜림, 장태수, 권예랑
- 작가 : 최윤미, 박혜영, 오정, 김경하, 김경민, 김류은

## 방영 목록
| 회차 | 방송일          | 출연 게스트   |
| ---- | --------------- | ------------- |
| 1회  | 2012년 6월 7일  | 케빈 제임스   |
| 2회  | 2012년 6월 14일 | 케빈 제임스   |
| 3회  | 2012년 6월 21일 | 헨리 에반스   |
| 4회  | 2012년 6월 28일 | 헨리 에반스   |
| 5회  | 2012년 7월 5일  | 에릭 버스     |
| 6회  | 2012년 7월 12일 | 에릭 버스     |
| 7회  | 2012년 7월 19일 | 아론 크로우   |
| 8회  | 2012년 7월 26일 | 아론 크로우   |
| 9회  | 2012년 8월 2일  | 토파즈        |
| 10회 | 2012년 8월 9일  | 토파즈        |
| 11회 | 2012년 8월 16일 | 융게 융게     |
| 12회 | 2012년 8월 23일 |               |
| 13회 | 2012년 8월 30일 | 탑매직 스페셜 |

## 같이 보기
- 스토리텔링 매직쇼